# Горна ферментация
Горна ферментация или Висока ферментация е вид ферментация на бира, която протича с помощта на бирените дрожди Saccharomyces cerevisiae. Бирата получена чрез използването на този способ се нарича ейл.

## Характеристика
Горната ферментация е най-старият способ за производство на бира. Дрождите, с които се заквасва бирата след сваряването, в края на ферментацията се събират на повърхността като пяна, от където идва името „горна“ или „висока“ ферментация. Ферментацията протича при температура 15-20 °C. Поради по-високата температура се образуват повече гъбички и микроорганизми в сравнение с бирата получена посредством долна ферментация, поради което тези бири са по нетрайни.
Производството на бира посредством метода на горна ферментация протича по бързо и бирата не се нуждае от охлаждане, което до изобретяване на хладилните апарати играе важна роля. Дрождите карат бирата да ферментира бързо и ѝ придават сладък, плодов вкус. Различните видове ейл освен плодов привкус имат и по-високо алкохолно съдържание и се отличава с по-силен аромат и по висока плътност в сравнение с лагер бирите.